# La Boissière-des-Landes
La Boissière-des-Landes é uma comuna francesa na região administrativa da Pays de la Loire, no departamento de Vendéia. Estende-se por uma área de 23,74 km². Em 2010 a comuna tinha 1 421 habitantes (densidade: 59,9 hab./km²).